# An Ayler Xmas Vol. 5
An Ayler Xmas Vol. 5 (auch Mars Williams Presents an Ayler Xmas Vol. 5) ist ein Jazzalbum von Mars Williams. Die 2020 und im Sommer 2021 im Veranstaltungsort Constellation entstandenen Aufnahmen erschienen 2021 auf Soul What Records in Kooperation mit Astral Spirits.

## Hintergrund
Viele von Aylers Kompositionen basierten auf afroamerikanischen und europäischen Volksliedern, und in der Weihnachtszeit kam Mars Williams auf die Idee, sie mit Lieblingsstücken aus der Weihnachts- und Chanukkazeit zu kombinieren, notierte Bill Meyer. Die Idee fand so großen Anklang, dass sie sich von einem einzigen jährlichen Konzert in Chicago zu einer Wanderveranstaltung mit lokalen Musikern in den USA und Europa sowie zu einer Reihe von Alben, die aus Live-Aufnahmen zusammengestellt wurden, entwickelte. Im Jahr 2020 machte die COVID-19-Pandemie das Reisen unmöglich, aber Williams berief die Chicagoer Band ein, um ein paar Shows aus dem Constellation Club in Chicago zu streamen.
Jeder Titel ist ein Medley, das zwischen Weihnachtsliedern, freien Improvisationen und Ayler-Themen pendelt. Track eins, „The Divine Peacemaker Plays Dreidel in Frightful Weather“, schließt Aylers Komposition „Divine Peacemaker“ mit dem Weihnachtslied „Let It Snow“ von Sammy Cahn und Jule Styne, schließlich einen brüllenden Ausschnitt aus „Frosty the Snowman“ ein. „The Angels Sing with the New and Old Ghosts in the Manager“ verwebt Ayler-Anklänge („Ghosts“) mit traditionellen Melodien „Hark the Herald Angels“ und moderneren Samples wie „Feliz Navidad“ zu einem Klangteppich. Der dritte Teil „Did You Hear They Found Light in Darkness“ beginnt mit Schlittenglocken, gefolgt von einem Bläserchor. Aylers „Light in Darkness“ findet seine Ergänzung in „Do You Hear What I Hear?“ von Noël Regney und Gloria Shayne.

## Titelliste
- Mars Williams: An Ayler Xmas Vol. 5 (Soul What Records SW009, Astral Spirits AS194)[3]

1. The Divine Peacemaker Plays Dreidel in Frightful Weather 12:47
2. The Angels Sing with the Old & New Ghosts in the Manger 15:46
3. Did You Hear They Found Light in Darkness 8:37

Die Kompositionen stammen von Mars Williams.

## Rezeption
Mars Williams’ Spiel, das einen massiven, hochemotionalen Ton mit einem beharrlichen Umgang mit sich entwickelnden Melodien verbinde, würde vom Einfluss des verstorbenen, großen Albert Ayler Zeugen, dessen Musik Williams in einer Band namens Witches & Devils gefeiert hat, schrieb Bill Meyer im Magnet Magazine. Verspieltheit sei in der fünften Folge im Überfluss vorhanden. und das Tempo ähnle dem, in dem der Grinch mit dem Schlitten den Cartoon-Berg hinunterfahre. Und wenn man in der richtigen Stadt wohne und bereit sei, sich eine Weihnachtsmannmaske über Nase und Mund zu ziehen, habe Williams die Ayler-Weihnachtsshow noch einmal mit auf die Reise genommen.
„Ich bin mir nicht sicher, ob Sie das am Weihnachtsmorgen in Anwesenheit der Großeltern spielen möchten“, schrieb Kenneth Blanchard im Free Jazz Blog. Es sei denn natürlich, die Großmutter sei Patti Smith. Aber wenn man die Süße der Weihnachtsplätzchen mit etwas wirklich brillantem Free Jazz abrunden möchte, sei dies sehr empfehlenswert.